# Slag bij Stirling Bridge
De Slag bij Stirling Bridge is een belangrijke veldslag geweest in de eerste Schotse onafhankelijkheidsoorlog. De slag vond plaats op 11 september 1297 nabij Stirling. De Schotten, onder leiding van Andrew Moray en William Wallace behaalden een belangrijke overwinning op de Engelsen die onder leiding stonden van John de Warenne, de zevende Earl van Surrey, en Hugh de Cressingham.
De brug bij Stirling zou een belangrijke rol spelen in dit conflict. Omdat de brug te smal was om meer dan twee ruiters naast elkaar over te laten bood de Schotse ridder Richard Lundie (die naar de Engelsen was overgelopen) aan om de cavalerie via een nabijgelegen voorde de aanval te laten inzetten. Cressingham echter wilde een snel einde aan de slag, en overtuigde de Warenne dat een rechtstreekse aanval over de brug de voorkeur had.
Wallace en Moray wachtten geduldig totdat zoveel ruiters over de brug waren als zij dachten te kunnen verslaan, en vielen toen aan. Schotse soldaten sneden bij de brug de terugweg af, en de Engelse ruiters werden massaal afgeslacht. Slechts één groep Engelse ridders, onder leiding van Sir Marmaduke Tweng, wist zich de weg terug te vechten over de brug, meer dan honderd anderen, waaronder Cressingham, lieten het leven.
John de Warenne intussen had aan de zuidzijde van de brug nog voldoende mankracht om stand te houden tegen de Schotten, echter gebrek aan zelfvertrouwen deed hem bevelen de brug te vernietigen en zich terug te trekken naar Berwick-upon-Tweed.

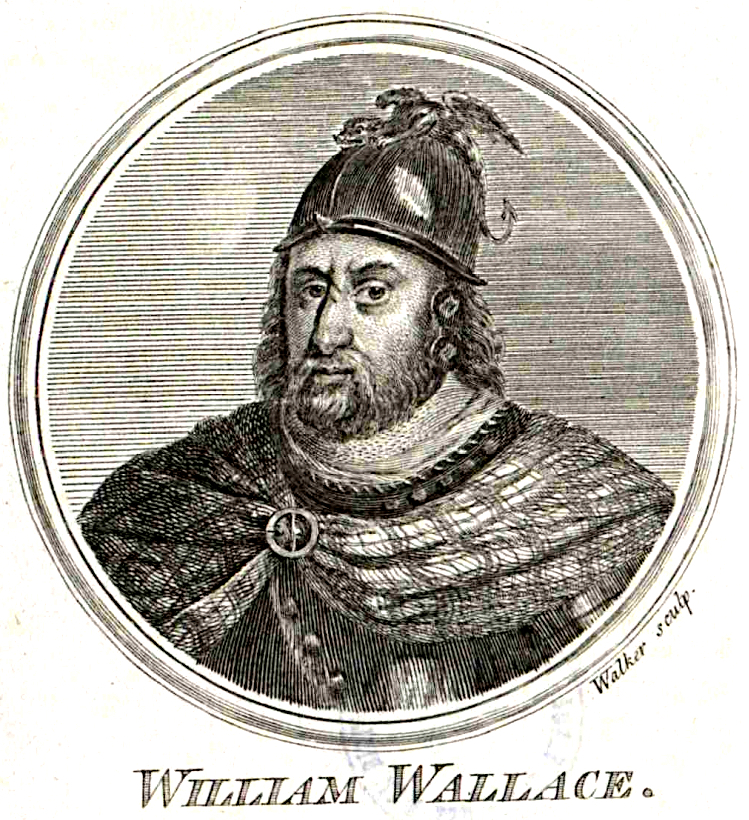
De Schotse vrijheidsstrijder William Wallace behaalde een belangrijke overwinning bij Stirling Bridge

## Trivia
- In 1648 vond nog een slag plaats bij Stirling; zie hiervoor het artikel Slag bij Stirling (1648).
- In de film Braveheart, die een sterk geromantiseerd beeld geeft over het leven van William Wallace komt de Slag bij Stirling voor, de brug heeft men weggelaten.
- Er wordt aangenomen dat de Slag bij Stirling Bridge verder stroomopwaarts heeft plaatsgevonden dan waar de huidige brug is gelokaliseerd.